# Matthäuskirche (Aschaffenburg)

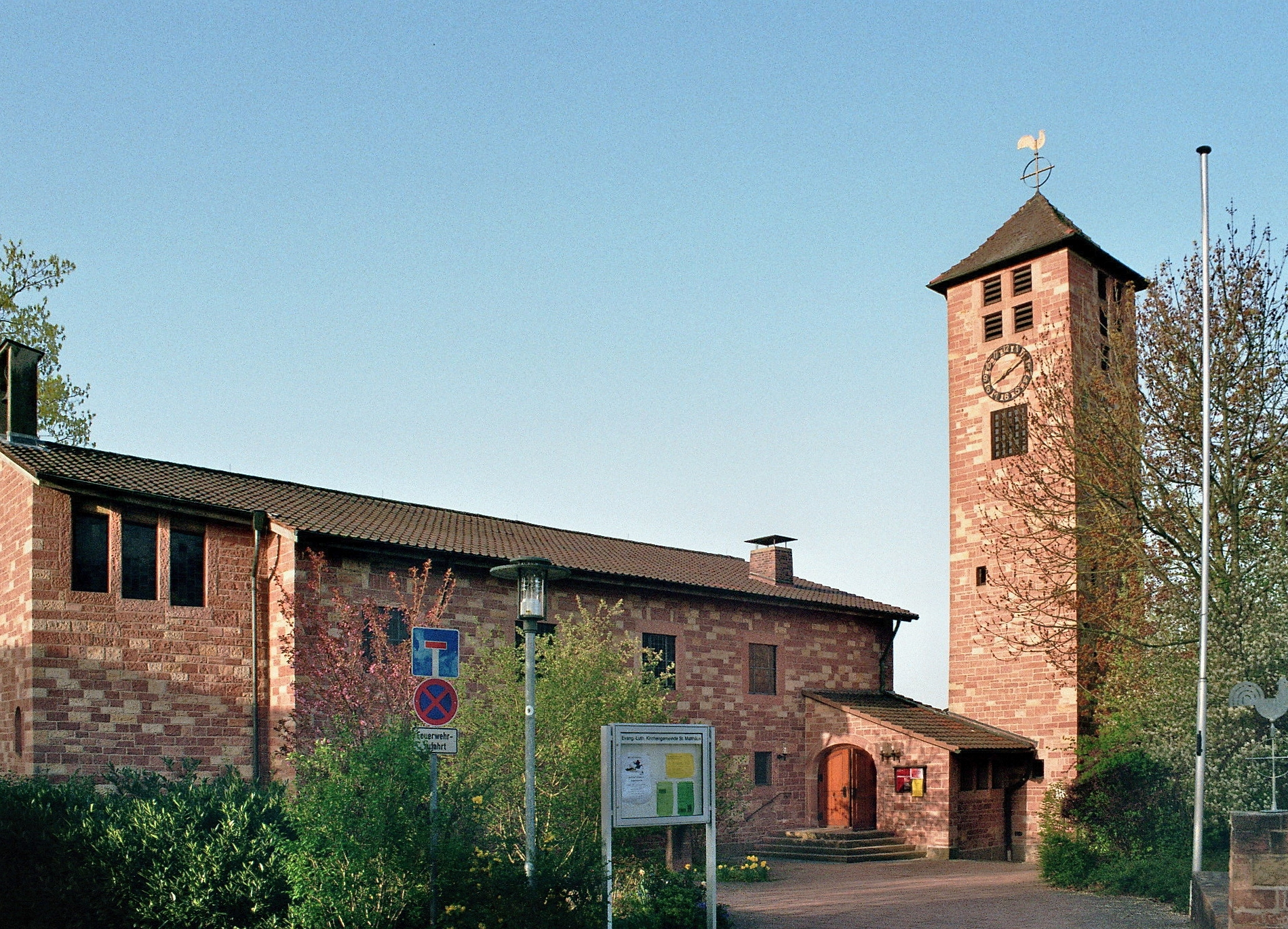
Evangelisch-lutherische Kirche St. Matthäus

Die Matthäuskirche ist eine 1957 bis 1958 erbaute evangelisch-lutherische Kirche im Aschaffenburger Stadtteil Schweinheim.

## Vorgeschichte
Vor dem Zweiten Weltkrieg wurde unter den evangelischen Christen der damals selbständigen Gemeinde Schweinheim der Wunsch nach einem eigenen Gotteshaus laut. Ein 1938 angelegter Kirchbaufonds wurde aber durch die Währungsreform bedeutungslos. Durch Zuzug von Flüchtlingen nach 1945 wuchs die Zahl der Protestanten im Stadtteil Schweinheim. Sie versammelten sich zunächst zu Gottesdiensten im Kinosaal der Ratsstube, bis am 7. März 1955 der Kirchenvorstand der Christuskirche (zuständig für Schweinheim) unter Pfarrer Paul Maßmann beschloss, ein Grundstück für den Kirchbau an der Schweinheimer Bergstraße zu erwerben. Nach der Systematik des Dekanats für die Benennung wurde im Stadtteil Leider der Evangelist Lukas ausgewählt und für Schweinheim der Evangelist Matthäus. Im gleichen Jahr entstand auch die Johanneskirche in Goldbach und später die Markuskirche in Kleinostheim.
Am 10. Januar 1956 tauschte man das Grundstück an der Bergstraße mit einem Grundstück, in dessen Nachbarschaft zu gleicher Zeit die neue Pestalozzischule entstand. Den Bauplan für das Gotteshaus erstellte Prof. Hannes Mayer aus Stuttgart, mit der örtlichen Bauleitung beauftragte man den Aschaffenburger Architekten Emil Markuske. Anfang des Jahres 1957 wurde der „Matthäusverein“ als Kirchbauverein gegründet. Am 6. Mai 1957 erfolgte der erste Spatenstich in Anwesenheit des amerikanischen Standortkommandeurs Chaplain Carnah C. Underwood, der seine technische Hilfe bei den Erdarbeiten zusagte. Die Bauausführung übernahm das Aschaffenburger Bauunternehmen Adam Hörnig.

## Baubeginn

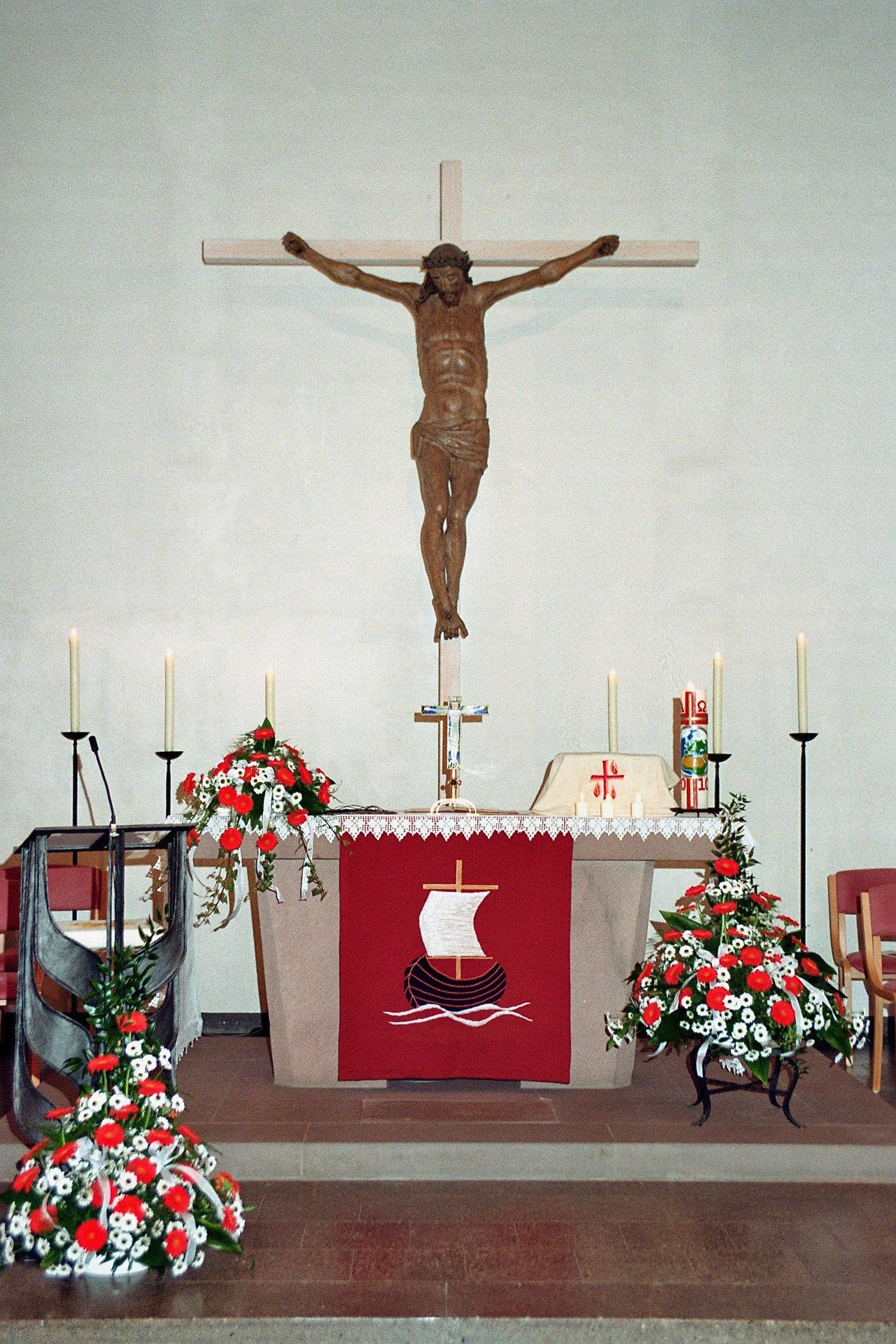
Altar und Christusfigur in St. Matthäus, 2010

Nach siebenmonatiger Verzögerung, bedingt durch Änderungswünsche der Obersten Bayerischen Baubehörde und durch Vermittlung des amerikanischen Standortkommandanten wurde zwei Tage vor Weihnachten der Grundstein gelegt. Am 19. Juni 1958 war Richtfest und am 26. Oktober 1958 der erste Gottesdienst in der Kirche. Bundespräsident Theodor Heuss schickte neben einer Grußbotschaft die große Altarbibel mit Widmung.
1979 erwarb Pfarrer Prof. Dr. Martin Elze eine frühbarocke, lebensgroße Holzskulptur (um 1700 von einem unbekannten Meister aus dem Raum Nürnberg) des gekreuzigten Christus, die anstelle des leeren Kreuzes hinter dem Altar an der Wand angebracht wurde – ohne Kreuz als schwebender segnender Christus. Bei der Renovierung 1994 brachte man wieder Kreuzbalken an, in weiß gehalten, so dass die Symbolik nicht beeinträchtigt wurde.

## Gebäude
Die Matthäuskirche hat Platz für 240 Besucher und ist als schlichter Betraum ohne Beiwerk gehalten. Zwei Farben beherrschen den Raum, das Weiß der Wände und das warme Hellbraun der Bankreihen, der Lampen und der Holzdecke. Altar und Kanzel sind aus braunrotem Sandstein.
Hinter dem Altar befindet sich ein (ca. 2 × 2 m) einfaches, dunkles Holzkreuz. Die Kirche hat zwei Buntglasfenster (ca. 60 × 60 cm): ein in warmen Farben gehaltenes Taufbild, eine Taube, das Symbol des Heiligen Geistes aus der Hand des Aschaffenburger Künstlers Gunter Ullrich. Das andere, eine Matthäusdarstellung, ein Engel vor der Himmelstadt Jerusalem, aus der Werkstatt von Anton Bruder.
Unter der Kirche befinden sich Gemeinderäume und eine Teeküche. In einem weiteren Gebäude ist ein Kindergarten untergebracht.

## Glocken
Aus dem 21 Meter hohen „Campanile“ unter dem Symbol des Matthäushahns läuten vier am 12. September 1958 in der Glocken- und Kunstgießerei Gebr. Rincker im mittelhessischen Sinn gegossene Glocken, die bereits am 8. Oktober 1958 vor Einweihung der Kirche aufgezogen wurden.
- Glocke 1, (gis1), 530 kg, trägt die Inschrift: „Siehe, ich bin bei euch alle Tage bis an der Welt Ende“
- Glocke 2, (h1), 360 kg, „Kommet her zu mir alle, die ihr mühselig und beladen sein, ich will euch erquicken“
- Glocke 3, (cis2), 250 kg, „Ich bin das Salz der Erde“
- Glocke 4, (gis2), 70 kg, – Vaterunser-Glocke – „Dein Wille geschehe“

Die Glocken 2 und 4 tragen noch zusätzlich die Widmung ihrer Stifter. „Dem Gedenken unseres bei Schweinheim gefallenes Sohnes Hermann.“ August und Hildegard Vordemfelde und „Dem Andenken meiner Eltern Elise und Richard Petri, die Stifterin Paula Petri.“

## Orgel

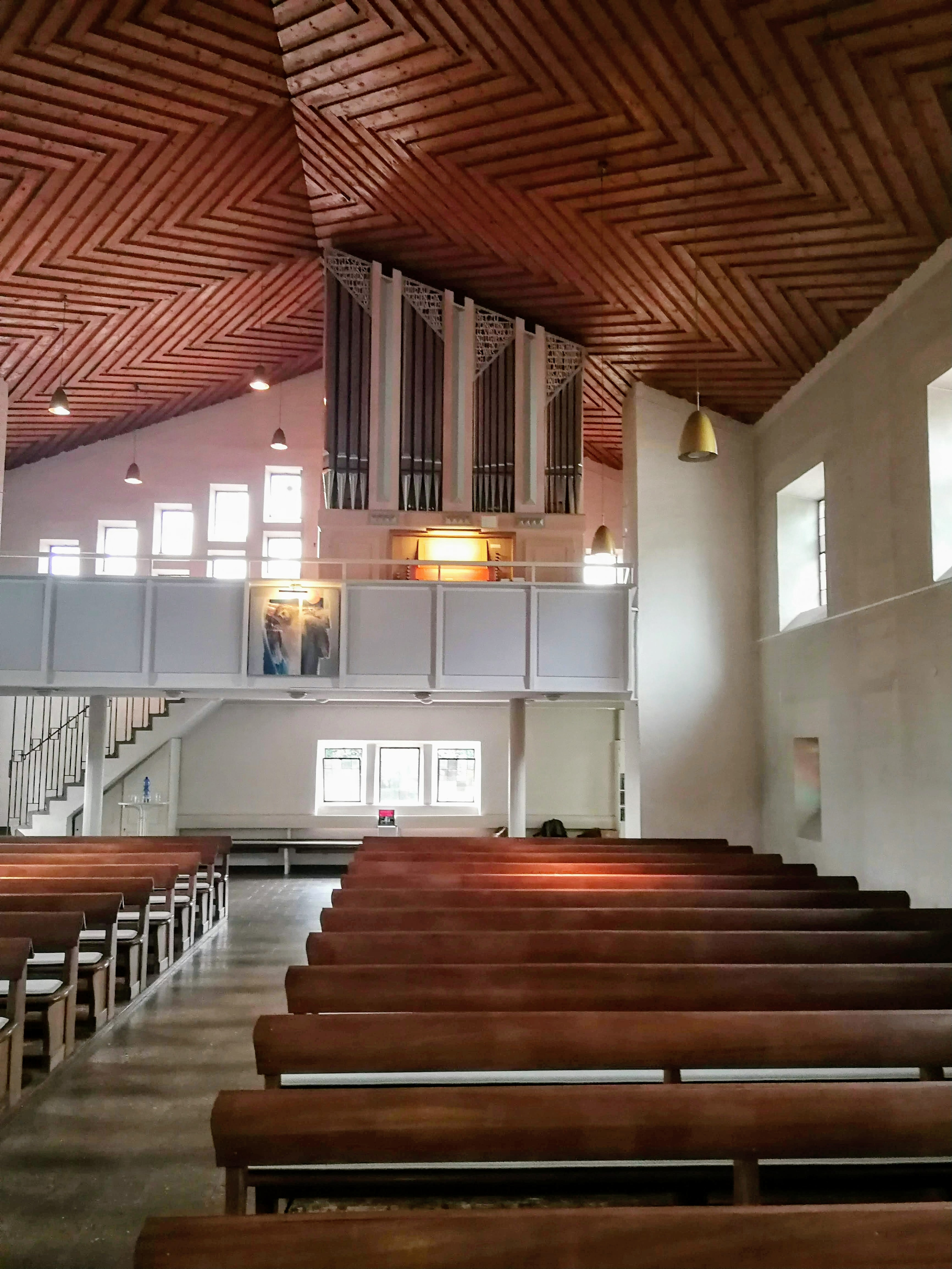
Innenraum, Blick zur Orgel

Die 1960 aufgestellte Walcker-Orgel wurde im Sommer 2004 abgebaut und die Pfeifen als Bausteine für die neue Orgel versteigert. 2005 baute die Firma Orgelbau Heintz in Schiltach eine Orgel mit zwei Manualen und 21 Registern. Das Werk trägt die Opus-Zahl 196. Die Disposition lautet:
| I Hauptwerk C–g3 |              |        |
| 1.               | Principal    | 8′     |
| 2.               | Bordun       | 8′     |
| 3.               | Octave       | 4′     |
| 4.               | Blockflöte   | 4′     |
| 5.               | Quinte       | 2 ⁄3′  |
| 6.               | Superoktave  | 2′     |
| 7.               | Terz         | 1 3⁄5′ |
| 8.               | Mixtur 3fach |        |
| 9.               | Trompete     | 8′     |

| II Oberwerk C–g3 |                    |       |
| 10.              | Holzflöte          | 8′    |
| 11.              | Salicional         | 8′    |
| 12.              | Schwebung          | 8′    |
| 13.              | Rohrflöte          | 4′    |
| 14.              | Waldflöte          | 2′    |
| 15.              | Larigot            | 1 ⁄3′ |
| 16.              | Oboe               | 8′    |
|                  | Glockenspiel g0–g2 |       |

| Pedal C–f1 |          |     |
| 17.        | Subbaß   | 16′ |
| 18.        | Octavbaß | 8′  |
| 19.        | Prästant | 4′  |
| 20.        | Fagott   | 16′ |

- Koppeln: I/P, II/P, II/I
- Spielhilfen: Tremulant

Eine klangliche Besonderheit ist das bisher in Aschaffenburg einzige Röhrenglockenspiel der neuen Orgel, das sich als Hommage auf das berühmte Carillon im Ostturm von Schloss Johannisburg bezieht. St. Matthäus ist für seine geistlichen Abendmusiken, nicht nur auf die Orgel beschränkt, weit über die Grenzen Aschaffenburgs bekannt.

## Pfarrer
- 1954–1964: Paul Maßmann, (* 8. Februar 1911 in Wilhelmshaven; † 28. Januar 2012 in Osnabrück[5]), 1936 ordiniert, kam 1940 nach Prichsenstadt, 1954 bekam er die III. Pfarrstelle an der Christuskirche Aschaffenburg. Zuständig für den östlichen Teil der Stadt und des Landkreises Aschaffenburg. Er erbaute die Matthäuskirche, 1970 wechselte er nach München, seinen 100. Geburtstag feierte er in Osnabrück.[6]
- 1964–1965: Albert Schmidt
- 1965–1976: Robert Preuß
- 1976–1980: Dr. Martin Elze
- 1980–1992: Martin Michael
- 1992–2002: Eckard Galler
- 2002–2008: Jörg Dittmar
- 2008–2015: Gotthard Münderlein
- Seit 2016: Birgit Niehaus